# 阿蓋爾 (喬治亞州)
阿蓋爾（英語：Argyle）是一個位於美國喬治亞州克林奇縣的城鎮。

## 地理
阿蓋爾的座標為31°04′26″N 82°38′57″W / 31.07389°N 82.64917°W，而該地的平均海拔高度為49米（即161英尺）。

## 人口
根據2010年美國人口普查的數據，阿蓋爾的面積為4.50平方千米，當中陸地面積為4.50平方千米，而水域面積為0.00平方千米。當地共有人口212人，而人口密度為每平方千米47人。